# Valdemar IV de Dinamarca
Valdemar IV Atterdag (el epíteto en danés significa Nuevo Día), (c. 1320 - 24 de octubre de 1375). Rey de Dinamarca (1340-1375). Era hijo y sucesor del rey Cristóbal II de Dinamarca.
De niño ascendió al trono por la nobleza que se rebeló y depuso a su padre (1326), sin embargo en 1330 tuvo que abdicar al regresó de este, pero debido a repentina la muerte del mismo, se inicia un período de interregno, que termina con su ascenso al trono nuevamente, en 1340. Él era el hijo menor de Cristóbal II y pasó la mayor parte de su infancia y juventud en el exilio, refugiándose en la corte de Luis IV, emperador del Sacro Imperio en Baviera después de las derrotas de su padre y la muerte, sumado al encarcelamiento y muerte de sus dos mayores hermanos Eric y Otto de la mano de los Holsteiners. Aquí él actuó como un pretendiente a la espera de una reaparición.
Tras el asesinato del conde Gerhard III por Niels Ebbesen y sus hermanos, Valdemar fue proclamado rey de Dinamarca en la Asamblea de Viborg (landsting) en el día de San Juan, 24 de junio de 1340 bajo el liderazgo de Niels Ebbesen. Por su matrimonio con Hedwiga, la hija de Eric II, duque de Schleswig, y con la herencia dejada por su padre, él pasó a controlar aproximadamente una cuarta parte del territorio de Jutlandia, al norte del río Kongeå.
Él no estaba obligado a firmar una enmienda como su padre había hecho, probablemente porque Dinamarca había estado sin rey durante años, y nadie esperaba que el joven rey de veinte años de edad, pudiera causarle problemas a los grandes nobles como su padre había hecho. Pero Valdemar era un hombre inteligente y decidido, se dio cuenta de que la única manera de gobernar Dinamarca era conseguir el control de su territorio.
Ebbesen intentó liberar el centro de Jutlandia de los Holsteiners en el asedio del castillo de Sønderborg el 2 de noviembre de 1340, pero Ebbesen y sus hermanos fueron asesinados.

## La Hipoteca de Dinamarca
Bajo Cristóbal II, Dinamarca se declaró en quiebra y fue hipotecada en parcelas. Valdemar trató de pagar la deuda y recuperar las tierras de Dinamarca. La primera oportunidad llegó con el dinero de la dote de Hedwige. La hipoteca en el resto del norte de Jutlandia se pagó por los impuestos recaudados de los campesinos que habitaban los dominios de Valdemar. Él fue capaz de obtener el norte de Frisia en 1344, que de inmediato se destina a pagar la deuda del sur de Jutlandia, 7.000 marcos de plata. Los campesinos empezaron a enfurecerse debido a las constantes demandas de dinero por parte de la corona.
Valdemar posteriormente puso su mirada en Selandia. El obispo de Roskilde, que era dueño de Castillo de Copenhague y la ciudad, se los cedió a Valdemar para proporcionarle una base segura en la cual se acumularan los impuestos provenientes del comercio a través del Estrecho de Øresund. Fue el primer rey danés en gobernar desde Copenhague, anteriormente una posesión del obispo de Roskilde. Valdemar fue capaz de capturar o comprar otros castillos y fortalezas hasta que pudo echar a los Holsteiners. Cuando se le acabó el dinero, tomó los castillos de Kalundborg y Søborg por la fuerza.
En el medio de esa campaña, se fue a Estonia a negociar con los caballeros teutónicos, que controlaban esa zona. Los daneses nunca habían emigrado allí en gran número, por lo que Valdemar cedió a cambio de 19.000 marcos la Estonia danesa, la provincia más lejana del lado oriental, lo que le permitió pagar parte de la hipoteca de Dinamarca, que era más importante para él.
Alrededor de 1346, Valdemar IV inició una cruzada contra Lituania. El cronista franciscano Detmar von Lübeck señaló que Valdemar IV viajó a Lübeck en 1346, y luego regresó a Prusia junto a Erico II de Sajonia-Lauenburgo con el fin de luchar contra los lituanos. Sin embargo, la cruzada contra los lituanos concluyó en nada, ya que Valdemar realizó una peregrinación a Jerusalén (sin permiso papal). Tuvo éxito y fue nombrado Caballero del Santo Sepulcro en honor de su logro, pero fue censurado por el papa Clemente VI por no obtener aprobación previa para un viaje de tal extensión.
A su regreso, Valdemar reunió un ejército y procedió a recuperar el Castillo de Vordingborg, la sede principal de los Holsteiners, en 1346. A finales de ese año, Valdemar podría reclamar toda Selandia como suya. Hizo de Vordingborg su residencia personal, ampliando el castillo y construyendo la Torre del Ganso (“Gåsetårnet”) que se ha convertido en el símbolo de la ciudad. La reputación de Valdemar por su crueldad contra quienes se le oponían hizo que muchos se pensaran dos veces a la hora de traicionarlo. Su política fiscal aplastó a los campesinos que no podían hacer otra cosa más que pagar. Alrededor de 1347, Valdemar había expulsado a los alemanes y una vez más Dinamarca era una nación.
Con el aumento de los ingresos, Valdemar era capaz de permitirse un ejército más grande y por medio de conjuras entró en posesión del castillo de Nyborg y el este de la isla de Fionia junto con las islas más pequeñas. Valdemar puso su atención en Skåne que todavía estaba bajo el control del rey de Suecia, cuando el desastre golpeó a toda la región.

## La plaga
En 1349 la peste bubónica (en ese entonces conocida como la "Muerte Negra") llegó de forma inesperada. La tradición dice que la peste llegó a Dinamarca en un barco fantasma que varó en sí, en la costa del norte de Jutlandia. Los que iban a bordo fueron encontrados muertos con el rostro negro e hinchado, pero los hombres del puerto se quedaron el tiempo suficiente para tomar todo lo que había de valor dentro de la embarcación y, por lo tanto introdujeron las pulgas que llevaban la enfermedad, transmitiéndola la población. La gente comenzó a morir por miles. Durante los próximos dos años, la peste se extendió por toda Dinamarca como un incendio forestal. En Ribe doce parroquias dejaron de existir en una sola diócesis. Unos pueblos simplemente murieron sin que nadie quedará vivo. Las cifras generales de la peste estiman que en 1349-1350 entre el 33% y el 66% de la población de Dinamarca estaba infectada. Los Habitantes de las ciudades sufrieron mucho más el agravamiento de la peste frente a la gente del campo, lo que llevó a que estos abandonaran masivamente las ciudades. A Valdemar no le afectó el padecimiento y aprovechó la muerte de sus enemigos para añadir una mayor cantidad de tierras a sus propiedades. Se negó a reducir los impuestos al año siguiente, aunque hubiera menor cantidad campesinos cultivando las pocas parcelas de tierra disponibles. Los nobles, también, sintieron una reducción en sus ingresos y sumado a las enormes cargas fiscales, les resultó una situación insostenible. En los años siguientes hubo mayor cantidad de levantamientos.

## Adquisiciones finales
En 1354, el rey y los nobles se reunieron como el Danehof y llegaron a un acuerdo de paz entre las partes. Los términos de la carta dice que el Danehof debía reunirse al menos una vez al año en el Día de San Juan, el 24 de junio. El viejo sistema establecido en 1282 fue reintegrado y los derechos de cada estamento se basó acorde a lo establecido por la carta de Cristóbal II, que destruyó los poderes del rey.
Valdemar respondió formando un ejército y marchando por el sur de Jutlandia para hacerse con más porciones de tierras que los condes alemanes habían usurpado durante varios años. La rebelión se extendió rápidamente a través de Fionia y devastó los territorios restantes de los Holsteiners tomando el resto de la isla. La carta resultó ser inútil cuando el rey ignoró los términos estipulados y las rebeliones esporádicas continuaron. Ese mismo año se produjo una crisis monetaria que causó el pánico en todo el norte de Europa.
Hay un poema famoso, escrito por Jens Peter Jacobsen que fue incluido en su obra Gurresange sobre la amante de Valdemar, Tove, quien fuera asesinada por orden de la reina Hedwige
, sin embargo, la época en la que se remonta la saga en particular al principio parece estar conectada con su antepasado Valdemar I de Dinamarca.
En 1358, Valdemar regresó a Fionia para tratar de reconciliarse con Niels Bugge, varios otros nobles y dos obispos. El rey se negó a cumplir con sus términos, por lo que salieron de la reunión llenos de disgusto. Cuando llegaron a la ciudad de Middelfart para encontrar un barco que los llevará a Jutlandia fueron asesinados por los pescadores que contrataron. El rey Valdemar fue culpado por este hecho, lo que causó que la gente de Jutlandia, en represalia se rebelará una vez más. Estuvieron de acuerdo con los nobles para apoyarse mutuamente en su lucha para restablecer los derechos que el rey había abolido.
Valdemar puso su atención una vez más en Skåne que todavía yacía bajo el gobierno sueco. Él príncipe Eric XII de Suecia se había rebelado contra su padre, el rey Magnus IV de Suecia, tomando Skåne y otras partes de Suecia. El rey Magnus pidió a Valdemar ayuda prometiéndole el Castillo de Helsingborg si este le ayudaba a sofocar la rebelión del príncipe, pero este murió repentinamente y el rey Magnus intentó renegar su promesa. Valdemar no queriendo aceptar la insolencia del rey sueco cruzó el Sound con un ejército y obligó al rey Magnus a renunciar a Helsingborg por la fuerza en 1360. Con la toma de Helsingborg, le da el punta pie inicial para que Valdemar se hiciese con el control de todo Skåne. Magnus al no contar con la fuerza suficiente para defender Skåne, tuvo que reconocer el control danés en la zona. Valdemar fue proclamado Señor de Halland, Blekinge y Skåne.

## La política exterior después de 1360
Valdemar podía hacer muy poco frente al creciente poder de la Liga Hanseática, que ya se había convertido en una gran potencia en la región. Incluso antes de la conclusión del pequeño conflicto con el rey Magnus, Valdemar decidió atacar la isla sueca de Gotland, en concreto la ciudad de Visby que, según la leyenda, Valdemar odiaba porque había oído que cantaban canciones burlescas sobre él.
Formó un ejército de mercenarios y se embarcó para invadir la isla en 1361, dando comienzo a la guerra danesa-hanseática. Valdemar luchó con los nativos (principalmente milicias de campesinos), derrotándolos en dos batallas, una en Mästerby, donde murieron 1500 gotlandeses, y la otra frente de la ciudad, matando a 1800 isleños. La ciudad se rindió, y Valdemar derribó parte de las murallas para hacer su entrada. Una vez en posesión, encargó tres grandes barriles de cerveza e informó a los padres de la ciudad que si los barriles no estaban llenos de plata y oro dentro de los tres días, él le permitiría a sus hombres saquear la ciudad. Para sorpresa de Valdemar los barriles estaban llenos para al anochecer del segundo día. Las iglesias fueron despojadas de sus objetos de valor y las riquezas fueron cargadas en buques daneses para ser llevadas posteriormente al Castillo de Vordingborg, la residencia de Valdemar. Valdemar añadió el título de "Rey de Gotland" a su lista de títulos. Pero su acción contra Visby, un miembro de la Liga Hanseática, tendría graves consecuencias en los tiempos venideros. 
Valdemar trató de interferir con la sucesión del trono en Suecia mediante la captura de la condesa Isabel que iba a casarse con el príncipe heredero Haakon de Suecia. Ella se vio obligada a ingresar en un convento de monjas y Valdemar convenció al rey Magnus de que su hijo se casara con la hija de Valdemar, Margarita. El rey de Suecia estuvo de acuerdo, pero los nobles se opusieron obligando a Magnus a abdicar.
Eligieron a Alberto de Mecklemburgo, uno de los enemigos jurados de Valdemar, como el nuevo Rey de Suecia. Alberto de inmediato se puso a trabajar para detener las ambiciones de Valdemar. Convenció a los Estados miembros de la Hansa para que trabajaran con él, ya que Valdemar amenazaba su acceso a través del Sound y el lucrativo comercio de arenques.
Valdemar atacó la flota de la Hansa tratando de echarlos de las zonas de pesca del Sound. Los Estados miembros de la Hansa exigieron acción. Con Lübeck a la cabeza, le escribieron a Valdemar quejándose de su interferencia en el comercio. Valdemar despidió sus quejas como el "maullido de unos gatos".
En 1362, los estados de la Hansa, Suecia, y Noruega se aliaron contra Valdemar buscando venganza. La Hansa envió una flota y un ejército que asoló las costas de Dinamarca, además tuvieron éxito en la captura y saqueo de Copenhague y partes de Skåne. Sumado con los nobles rebeldes en Jutlandia, obligaron a huir a Valdemar de Dinamarca en la Pascua de 1368.
Valdemar le encargó a su amigo y asesor Henning Podebusk las negociaciones con la Liga Hanseática durante su ausencia. Se acordó una tregua, siempre y cuando Valdemar reconociera el derecho al libre comercio y de pesca en el Sound. Ellos se hicieron con el control de la fortaleza de Helsingborg y de varias ciudades en la costa de Skåne por 15 años. También obligaron al rey a conceder a la Liga Hanseática algo que decir en la sucesión de Dinamarca tras la muerte de Valdemar.
Valdemar se vio obligado a firmar el Tratado de Stralsund en 1370, que reconocía los derechos de la Hansa en el lucrativo comercio del arenque y se le concedió exenciones fiscales exclusivas para su flota comercial. El rey fue capaz de regresar a Dinamarca después de una ausencia de cuatro años. Pese a la derrota al rey Valdemar se le fue reconocido el control total sobre la isla de Gotland.

## Muerte
Mientras lidiaba con los estados de la Hansa, se encargó de suprimir a los nobles rebeldes que trataron de hacer valer los derechos que habían obtenido luego de forzar al padre de Valdemar a aceptarlos, y de repeler a los invasores suecos y noruegos. Él estaba en el proceso de recuperar el control gradual del sur de Jutlandia cuando este cayó enfermo.
Valdemar contó con la ayuda del Papa Gregorio XI que accedió a excomulgar a los daneses rebeldes. Pero antes de que esto se llevara a cabo, Valdemar murió en el castillo de Gurre en el norte de Selandia el 24 de octubre de 1375. Valdemar fue sepultado en la Abadía de Sorø en 1375. Cuando su gran amigo Podebusk murió, se le fue concedido el honor de ser enterrado junto a él.

## Legado
El rey Valdemar fue una figura fundamental en la historia de Dinamarca; ya que volvió a adquirir gradualmente los territorios perdidos que habían pertenecido a Dinamarca durante siglos. Sus métodos de mano dura, impuestos sin fin, y la usurpación de los derechos que contaban las familias que conformaban la nobleza provocaron levantamientos durante todo el reinado de Valdemar. Su intento de recrear Dinamarca como un poder en el norte de Europa fue bien recibido por los daneses en el inicio, pero sus política pública fue recibida con amarga oposición por el gran grupo de familias terratenientes de Jutlandia. Amplió los poderes del rey sobre la base de su valor militar y la nobleza leal se convirtió en la base de la monarquía danesa hasta 1440. Muchos extranjeros fueron nombrados funcionarios y consejeros de la corte. El más importante de ellos fue el noble de ascendencia alemana-eslava Henning Podebusk que fue Drost (primer ministro) desde 1365 hasta 1388.
Valdemar IV es a menudo considerado como uno de los más reyes más importantes del período medieval danés. Las fuentes históricas ofrecen la imagen de un gobernante inteligente, cínico e imprudente con un notable talento hacia la política y la economía. Su nieto Alberto por parte de su hija mayor Ingeborg fue nombrado candidato al trono sin éxito por parte de su abuelo Alberto II, duque de Mecklemburgo. En cambio su nieto Olaf II, descendiente de su hija Margarita y Haakon VI de Noruega que a su vez era hijo de Magnus II de Suecia, fue elegido sucesor al trono de Valdemar.
Su apodo "Atterdag" generalmente se interpreta como "nuevo día" (su significado literal en danés), lo que indica que él trajo una nueva esperanza al reino después de un período oscuro de mal gobierno. También se ha sugerido como una mala interpretación de la frase en medio bajo alemán "tage ter" ("estos días"), que se puede interpretar como la expresión coloquial "qué tiempos vivimos!"
Muchas historias, baladas y poemas se han elaborado sobre el rey Valdemar. Se "reinventó" como una figura heroica durante la segunda mitad del siglo XIX, cuando Dinamarca estaba luchando contra los ejércitos Prusianos por la región de Jutlandia meridional.

## Descendencia
Casado con Hedwige de Schleswig en 1340, tuvo 5 hijos:
- Christopher, Duque de Lolandia (1344–1363); no tuvo descendencia
- Margarita (1345–1350); comprometida con Enrique III, Duque de Mecklenburgo
- Ingeborg (1347–1370); casada con Enrique III, Duque de Mecklenburgo, abuela materna del rey Eric VII de Dinamarca
- Catalina (1349); murió prematuramente
- Valdemar (1350); murió prematuramente
- Margarita I de Dinamarca (1353–1412)

Fue sucedido por su nieto Olaf Haakonsson, hijo de su hija Margarita y el rey Haakon VI de Noruega que a su vez era hijo de Magnus II de Suecia.
| Predecesor: Vacante, último titular: Cristóbal II | Rey de Dinamarca 1340 - 1375 | Sucesor: Olaf II                                                               |
| Predecesor: Valdemar III                          | Duque de Estonia 1340 - 1346 | Sucesor: vendido a la Orden Livona Recuperado en 1561 por: Erico XIV de Suecia |